# Santo Domingo International 2021
Die Santo Domingo International 2021 (auch als Santo Domingo Open 2021 bekannt) im Badminton fanden vom 22. bis zum 26. März 2021 in Santo Domingo statt.

## Sieger und Platzierte
| Disziplin    | Gold                                            | Silber                                            | Bronze                                                       |
| ------------ | ----------------------------------------------- | ------------------------------------------------- | ------------------------------------------------------------ |
| Herreneinzel | Rubén Castellanos                               | Luis Montoya                                      | Yonatan Linarez                                              |
| Herreneinzel | Rubén Castellanos                               | Luis Montoya                                      | Angel Argenis Marinez Ulloa                                  |
| Dameneinzel  | Nikte Sotomayor                                 | Sabrina Solis                                     | Alejandra José Paiz Quân                                     |
| Dameneinzel  | Nikte Sotomayor                                 | Sabrina Solis                                     | Vanessa Karmine Villalobos Vazquez                           |
| Herrendoppel | Jonathan Solís Anibal Marroquín                 | Rubén Castellanos Christopher Martínez            | Wilmer Daniel Brea Nuñez Bryan Anderson Castro               |
| Herrendoppel | Jonathan Solís Anibal Marroquín                 | Rubén Castellanos Christopher Martínez            | Yonatan Linarez Angel Argenis Marinez Ulloa                  |
| Damendoppel  | Diana Corleto Soto Nikte Sotomayor              | Alejandra José Paiz Quân Mariana Isabel Paiz Quan | Clarisa Pie Bermary Altagracia Polanco Muñoz                 |
| Mixed        | Luis Montoya Vanessa Karmine Villalobos Vazquez | Jonathan Solís Diana Corleto Soto                 | Wilmer Daniel Brea Nuñez Alisa Juleisy Acosta                |
| Mixed        | Luis Montoya Vanessa Karmine Villalobos Vazquez | Jonathan Solís Diana Corleto Soto                 | Angel Argenis Marinez Ulloa Bermary Altagracia Polanco Muñoz |